# Ортшафт
Ортшафт (нем. Ortschaft) — термин в немецкоговорящих странах, означающий населенный пункт. В Австрии и ряде земель Германии также является административно-территориальной единицей ниже общины.

## Ортшафты в Австрии
В Австрии ортшафт — особое статистическое, почтовое, кадастровое либо административное подразделение ниже общинного (муниципального) уровня. Применяется для дополнительного дробления политических сообществ, включая приходы, на более мелкие подразделения (городские районы и кварталы, сёла, деревни, хутора, части сельских и городских населённых пунктов) в статистических (используется как локальная единица расселения в официальной статистике Австрийским статистическим управлением) и иных целях (как почтовый адрес, для пространственного планирования, земельного кадастра и т. п.). Решение о создании, ликвидации или об изменении таких подразделений принимается на провинциальном (земельном) либо муниципальном уровне. Таким подразделениям на законодательном уровне присваиваются наименования и цифровые коды: для почтовых отделений — почтовые индексы (нем. Postleitzahlen), для локальных административных подразделений — идентификационные коды Ортшафтскеннциффер (нем. Ortschaftskennziffern), для кадастровых общин — кадастровый номер (нем. Katastralgemeindenummer), для статистических общин — официальные статистические коды Цельшпренгель (нем. Zählsprengel) и (или) Цельбецирк (нем. Zählbezirke).

### Ортшафтскеннциффер
Ортшафтскеннциффер — идентификационные коды населённых пунктов и поселений в Австрии. Статистическим управлением Австрии для целей административно-территориальной унификации всем более или менее значимым населённым пунктам (городам, сёлам, посёлкам и т. п.) были присвоены пятизначные идентификационные коды Ортшафтскеннциффер, начиная с номера 00001, присвоенного городу Айзенштадт. На начало 2016 года в Австрии насчитывалось 2100 политических общин, которые были разделены на 17 256 ортшафтов.

## Ортшафты в Германии
В ряде немецких земель ортшафт — административная единица ниже общины. Статус ортшафта определён законодательством соответствующих земель: Баден-Вюртемберг, Нижняя Саксония, Северный Рейн-Вестфалия, Саксония, Саксония-Анхальт и Тюрингия. Часто, хотя и не всегда ортшафты совпадают с бывшими общинами, инкорпорированными в другие общины в ходе муниципальных реформ.